# Santino Corleone
Santino "Sonny" Corleone è un personaggio di finzione del romanzo Il padrino di Mario Puzo. Nell'omonima trilogia di Francis Ford Coppola è interpretato da James Caan. Nella versione italiana classica è doppiato da Pino Colizzi mentre nella riedizione del 2008 è doppiato da Roberto Pedicini.

## Biografia del personaggio
Nasce a New York, nel 1917, figlio primogenito di Vito e Carmela Corleone.
Cresce come un ragazzo assai prepotente e impulsivo, ma molto generoso e premuroso. Da ragazzo, porta a casa Tom Hagen, un ragazzo senza famiglia e con un'infezione agli occhi, che di fatto rimane in famiglia come figlio semiadottato.
Testimone dell'omicidio del boss Don Fanucci compiuto dal padre, intuisce subito come lo stesso Vito intenda compiere il proprio destino nella malavita.
A sedici anni, insieme a due ragazzacci ai suoi ordini, compie una rapina dalla quale riesce a uscire senza conseguenze.
Con la disapprovazione iniziale del padre, entra a far parte della ditta del padre, la Genco Oil Pure Company, che maschera lo sconfinato impero mafioso dei Corleone, come guardia personale del padre, sotto l'attenta tutela del consigliere Genco Abbandando e di Peter Clemenza, che è suo padrino di battesimo.
Cresciuto e divenuto famoso come assai irascibile, violento e aggressivo, ma anche come impenitente donnaiolo, è il probabile erede di Vito Corleone al titolo di Padrino. In lui è radicato un fortissimo attaccamento alla famiglia, amando tantissimo il padre e i fratelli: il suo soprannome, Sonny ("figlioletto" in inglese), deriva proprio da questo.
Tra il 1935 e il 1937, mentre il padre lotta tra la vita e la morte a seguito di un attentato durante la guerra con il boss Salvatore Maranzano, Santino assume il comando della famiglia, dimostrando una crudeltà, una sete di sangue e un'astuzia tattica seconda solo al terribile Luca Brasi.
È sposato con Sandra, figlia di immigrati italiani, dalla quale ha numerosi figli. Dal 1945 ha un'amante, Lucy Mancini, e la relazione desta mormorii e pettegolezzi al matrimonio della sorella Connie.
Nel 1946 assume la guida della cosca dei Corleone, mentre Don Vito lotta tra la vita e la morte a seguito di un nuovo attentato in cui è caduto vittima, e guida una guerra sanguinosa contro i nemici del clan, in cui a farne le spese sono soprattutto i membri della famiglia Tattaglia.
Nel 1948, mentre si reca a casa della sorella Connie per picchiarne il marito (avendolo già malmenato in passato), Carlo Rizzi, colpevole di molte sevizie, Santino cade in un'imboscata ordita dal boss Emilio Barzini (chiamato Barrese nella prima edizione italiana del primo film) e guidata dallo stesso cognato, e viene crivellato dai colpi di Thompson per poi essere ucciso definitivamente, colpito da un calcio in faccia mentre si trova al casello autostradale. Fuggiti gli uomini di Barrese, i tre uomini che lo hanno seguito lo ritrovano in condizioni terribili. Il nome di Santino compare con lo status di "deceduto" durante l'inchiesta del senato contro Michael Corleone, più precisamente nella piantina che raffigura tutti volti e i ranghi dei membri passati e presenti sotto il regime della Famiglia Corleone.
Nel film Il padrino - Parte III debutta il figlio Vincent, avuto con l'amante Lucy Mancini e nato dopo la sua morte.

## Curiosità
Nella fase di casting, per il ruolo di Sonny era stato provinato anche Robert De Niro.